# حول قصائد ماتيسون

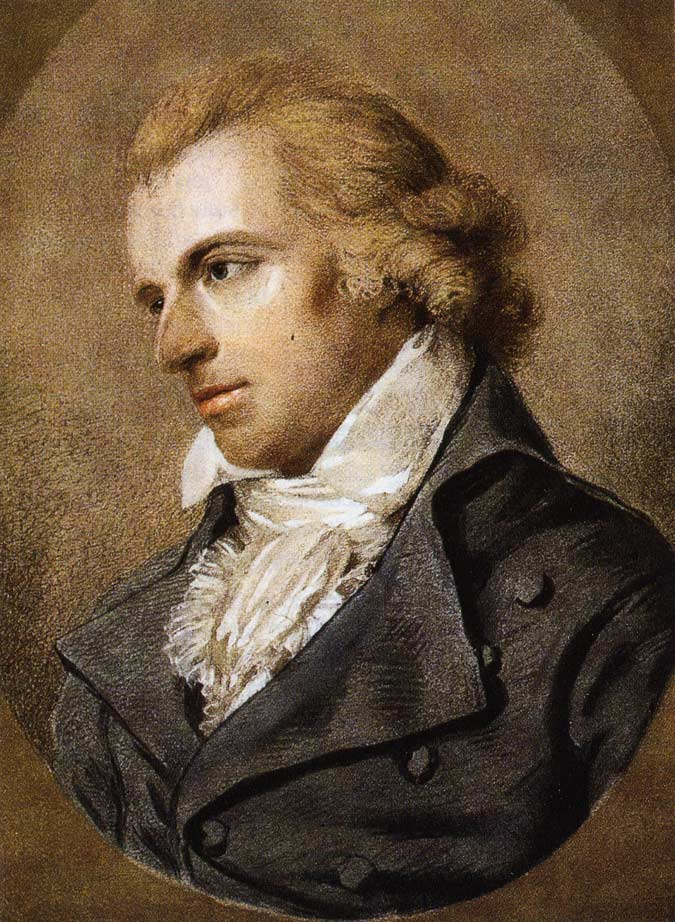
فريدرش شيلر

حول قصائد ماتيسون (بالألمانية: Über Matthissons Gedichte) تعليق على قصائد الأديب الألماني فريدرش فون ماتيسون (1831-1761) من تأليف الأديب الألماني الآخر فريدرش شيلر (1759-1805)، نُشر للمرة الأولى في العام 1794.

## وصلات خارجية
- حول قصائد ماتيسون، على مشروع جوتنبرج الألماني.